# Difícil É o Nome
Grêmio Recreativo Escola de Samba Difícil É o Nome é uma escola de samba da cidade do Rio de Janeiro, fundada a 31 de março de 1973, e com sede na Avenida Dom Hélder Câmara, em Pilares.

## História
A entidade era um vitorioso bloco de carnavalesco do bairro de Pilares, mesmo bairro da Caprichosos.
Inscrevendo-se na AESCRJ, no ano de 1989, após uma crise vivida na Federação dos Blocos da Cidade do Rio de Janeiro, que levou a ausência de desfiles no ano anterior, a Difícil É o nome disputou uma vaga nos Grupos de Acesso. Seu desfile foi considerado bom e obteve a terceira colocação.
O campeonato, entretanto, só veio em 1994, com o enredo Olubajé, a festa da libertação, do carnavalesco Paulo Menezes.
Em 1995, no Grupo A, apresentou o enredo sobre o sol, porém acabou sendo rebaixada. No ano seguinte, pelo Grupo B ficou em quarto lugar com o enredo sobre João Havelange.
Em 1997, porém, a escola foi rebaixada para o Grupo C após fazer um péssimo desfile sobre a Laranja, na Intendente Magalhães. Em 2006, ensaiou uma reação, voltando a desfilar na Marquês de Sapucaí, mas foi novamente rebaixada em 2007. Em 2011, teve nova oportunidade de disputar o Grupo A, já que com o vice-campeonato do Grupo Rio de Janeiro II, em 2010, a escola ganhou o direito de desfilar no Grupo Grupo Rio de Janeiro 1. Conseguiu se manter no grupo.
O ator Stephan Nercessian, após ter se desentendido com a direção da Caprichosos de Pilares[carece de fontes?], passou a desfilar na Difícil É o Nome, chegando a ser enredo da escola em 2003, e ter contribuído para que a escola homenageasse o Retiro dos Artistas em 2005. A partir de então, tornou-se presidente de honra.
Para o carnaval de 2010, a escola trouxe o parque de diversões como tema, e numa final com quatro sambas, escolheu a obra de Jorginho Moreira e parceria para desfilar na Intendente Magalhães. Ao sagrar-se vice-campeã da quarta divisão, com a missão de abrir o desfile de terça-feira em 2011, e de volta à Marquês de Sapucaí, a escola apresentou o aniversário como tema de seu enredo. Cinco sambas se inscreveram na disputa interna, iniciada em 5 de setembro. Apenas em 22 de outubro houve a grande final, com 4 sambas, onde sagrou-se campeã a parceria de Julinho Cá.
No ano de 2011 Fez um bom desfile e continuou no grupo de acesso B. Se destacaram com as melhores notas a bateria e o 1º Casal de mestre sala e porta bandeira.
Em 2012, apresentou um o enredo "Flor de Lis – Símbolo universal", apresentando um desfile fraco, que determinou seu descenso para a Intendente Magalhães.
Com a criação da Série A, que incorporou à segunda divisão as escolas do então grupo B, a Difícil É o Nome permaneceu no terceiro grupo para 2013, ainda que agora desfilando no domingo, na Intendente Magalhães, pela AESCRJ. Nos preparativos para o Carnaval, em janeiro daquele ano, a agremiação perdeu seu presidente Maneco, vítima de câncer.

## Segmentos

### Presidentes
| Nome                          | Mandato                    | Ref.        |
| ----------------------------- | -------------------------- | ----------- |
| Hélio Baraçal Grande "Maneco" | 2003-13 de janeiro de 2013 | [ 4 ]       |
| José Baraçal Grande           | 2013-2019                  | [ 5 ]       |
| Baraçal Júnior                | 2019-atualidade            | [ 5 ] [ 6 ] |

| Presidente de honra                         | Mandato                            | Ref.  |
| ------------------------------------------- | ---------------------------------- | ----- |
| Hélio Baraçal Grande "Maneco" (in memoriam) | 13 de janeiro de 2013 - atualidade | [ 4 ] |

### Diretores
| Ano       | Diretor de Carnaval                 | Diretor de Harmonia           | Mestre de Bateria | Ref.  |
| --------- | ----------------------------------- | ----------------------------- | ----------------- | ----- |
| 2014      | Serginho da Real Freios Marcos Luiz | Bruno Silva                   | Dico e Diquinho   | [ 7 ] |
| 2015      | Serginho da Real Freios Marcos Luiz | Bruno Silva                   | Abacaxi           | [ 8 ] |
| 2016      | Armenio Erthal                      | Leela Ribeiro                 | Moraes Jr         | [ 5 ] |
| 2017      | Gabriel Macedo                      | Leela Ribeiro                 | Bola              |       |
| 2018      | Marcos Luiz                         | Leela Ribeiro                 | Edinho            |       |
| 2019      | Yuri Maia                           | Eddie Murphy                  | Mestre Zumbi      |       |
| 2020-2023 | Eddie Murphy e André Jales          | Colins Moraes e Ademir Paixão | Bira Potyguara    | [ 6 ] |
| 2024      | Marcos Luiz e Gabriel Luiz          | Alex Ramalho                  |                   |       |

### Intérpretes
| Período       | Intérprete oficial               | Ref.  |
| ------------- | -------------------------------- | ----- |
| 1989–1990     | Manuelzinho                      | [ 1 ] |
| 1991          | J. Leão                          | [ 1 ] |
| 2000–2002     | Sidney de Pilares e Jorginho     | [ 1 ] |
| 2003          | Sidney de Pilares e Maurício Mil | [ 1 ] |
| 2004–2012     | Sidney de Pilares                | [ 1 ] |
| 2013          | Fabinho Ribeiro                  | [ 1 ] |
| 2014–2017     | Raphael Bart                     | [ 1 ] |
| 2018          | Lid Souza                        |       |
| 2019          | Lid Souza e Raphael Bart         |       |
| 2020-2022     | Raphael Krek e Pixulé            | [ 6 ] |
| 2023          | Raphael Krek                     |       |
| 2024-presente | Duda SG                          |       |

### Coreógrafos
| Ano       | Nome                                           | Ref.  |
| --------- | ---------------------------------------------- | ----- |
| 2014-2015 | George Louzada                                 | [ 8 ] |
| 2016      | Daniel Ferrão, Léo Torres e Anderson Alcantara |       |
| 2017      | Daniel Ferrão                                  |       |
| 2019-2023 | Bherna Francy                                  |       |
| 2024      | Maciel Dias                                    |       |

### Casal de Mestre-sala e Porta-bandeira
| Ano       | Nome                                 | Ref.  |
| --------- | ------------------------------------ | ----- |
| 2008-2011 | Paulo César e Amandah Rodrigues      | [ 9 ] |
| 2012      | Thiaguinho Mendonça e Amanda Poblete |       |
| 2013-2014 | Willian Miranda e Fernanda Araújo    | [ 8 ] |
| 2016      | Clewerson e Juliane                  |       |
| 2019-2020 | Wladimir Bulhões e Angela Bulhões    | [ 6 ] |
| 2021-2023 | Rafael Gomes e Vanessa Vasconcelos   |       |
| 2024      | Pedro Luccas e Ingrid Araujo         |       |

### Corte de Bateria
| Período     | Rainha de Bateria | Madrinha de Bateria | Rei da Bateria | Ref.         |
| ----------- | ----------------- | ------------------- | -------------- | ------------ |
| 2009        | Aline Rodrigues   |                     |                |              |
| 2010-2011   | Aline Rodrigues   | Mirian Duarte       |                |              |
| 2012        | Jessica Pimenta   | Mirian Duarte       |                | [ 10 ]       |
| 2013-2014   | Najara Cristina   |                     |                | [ 7 ]        |
| 2015        | Layz Cristina     |                     |                | [ 11 ]       |
| 2016        | Priscila Rosa     |                     |                |              |
| 2017        | Monique Favacho   | Luã Schinaider      |                | [ 12 ]       |
| 2018 - 2021 | Aline Almeida     |                     |                | [ 6 ] [ 13 ] |
| 2022-2023   | Tuany de Paula    |                     |                |              |

## Carnavais
| Ano | Colocação | Divisão | Enredo | Carnavalesco | Ref.          |
| --- | --- | --- | --- | --- | ------------- |
| 1989 | 3.º Lugar | Desfile de Avaliação                                                                                                  | "Seu sorriso é a nossa alegria - Silvio Santos" | Fernando Alvarez | [ 1 ]         |
| 1990 | 3.º Lugar | Grupo C (quarta divisão)                                                                                              | "Tua glória é lutar Flamengo, Flamengo" | Fernando Alvarez e Joãozinho de Deus                                                                                  | [ 1 ]         |
| 1991 | 3.º Lugar | Grupo C (quarta divisão)                                                                                              | "A Divina Elizeth" | Joãozinho de Deus | [ 1 ]         |
| 1992 | 3.º Lugar | Grupo C (quarta divisão)                                                                                              | "Quem arrisca não petisca" (Samba-enredo composto por Jorge Moreira, Jorge Suburbano, Juarez Lima e Jorge Doda)                                                                   | Luizinho 28 | [ 1 ]         |
| 1993 | 9.º Lugar | Grupo B (terceira divisão)                                                                                            | "Ela merece, Paula do Salgueiro" | Comissão de Carnaval                                                                                                  | [ 1 ]         |
| 1994 | Campeã | Grupo B (terceira divisão)                                                                                            | "Olubajé, a festa da libertação" (Samba-enredo composto por Deni Poeta, Joel José, Paulo Roberto e Jair Sapateiro)                                                                | Paulo Menezes | [ 1 ]         |
| 1995 | 12.º Lugar | Grupo A (segunda divisão)                                                                                             | "A grande estrela, o sol" | Luizinho 28 | [ 1 ]         |
| 1996 | 4.º Lugar | Grupo B (terceira divisão)                                                                                            | "João, nosso João" | Fernando Muniz | [ 1 ]         |
| 1997 | 10.º Lugar (Rebaixada)                                                                                                | Grupo B (terceira divisão)                                                                                            | "O samba que virou suco" | Sérgio di Tangert | [ 1 ]         |
| 1998 | 5.º Lugar | Grupo C (quarta divisão)                                                                                              | "São amados Jorges guerreiros" | Marinaldo Bezerra | [ 1 ]         |
| 1999 | 6.º Lugar | Grupo C (quarta divisão)                                                                                              | "Viagem encantada nas águas da fantasia" | Marinaldo Bezerra | [ 1 ]         |
| 2000 | 3.º Lugar | Grupo C (terceira divisão)                                                                                            | "Nos 500 anos de Brasil, o meu Rio continua lindo!!!" | Marinaldo Bezerra | [ 1 ]         |
| 2001 | 12.º Lugar (Rebaixada)                                                                                                | Grupo B (terceira divisão)                                                                                            | "O gigante suburbano - Norte Shopping" | Comissão de Carnaval                                                                                                  | [ 1 ]         |
| 2002 | 5.º Lugar | Grupo C (quarta divisão)                                                                                              | "Central do Brasil, orgulho de uma nação" | Fernando Alvarez | [ 1 ]         |
| 2003 | 3.º Lugar | Grupo C (quarta divisão)                                                                                              | "O notável Stepan Nercessian" | Fernando Alvarez | [ 1 ]         |
| 2004 | 6.º Lugar | Grupo C (quarta divisão)                                                                                              | "Vinte anos de glória da Liesa" | Fernando Alvarez | [ 1 ]         |
| 2005 | 3.º Lugar | Grupo C (quarta divisão)                                                                                              | "Retiro dos Artistas, proteção e gratidão a todos os artistas do Brasil" (Samba-enredo composto por Érico Rocha, Ednei Rocha, Flavio Santos Raphael Bart e André do Pandeiro)     | Comissão de Carnaval                                                                                                  | [ 1 ]         |
| 2006 | 6.º Lugar | Grupo B (terceira divisão)                                                                                            | Olubajé, a festa da libertação (Reedição do enredo de 1994) (Samba-enredo composto por Deni Poeta, Joel José, Paulo Roberto e Jair Sapateiro)                                     | Paulo Menezes | [ 1 ]         |
| 2007 | 13.º Lugar (Rebaixada)                                                                                                | Grupo B (terceira divisão)                                                                                            | "Rio das Ostras, a pérola brasileira" (Samba-enredo composto por Toinzinho, Carlos Sol, Igor Reis, Walter Alverca, Paulo César e Sidney de Pilares)                               | Fernando Alvarez | [ 1 ]         |
| 2008 | 5.º Lugar | Grupo C (quarta divisão)                                                                                              | "Os cantos e encantos da Terra - Mãe de todas as coisas!" | Flávio Alberto | [ 1 ]         |
| 2009 | 8.º Lugar | Grupo RJ-2 (quarta divisão)                                                                                           | "100 anos de glórias do Teatro Municipal" (Samba-enredo composto por Jorginho Moreira, Naldo da Carne de Sol, Marquinho Capricho, Nelson Pedra e Marcelo Carvalho)                | Flávio Alberto | [ 1 ] [ 14 ]  |
| 2010 | Vice-campeã | Grupo RJ-2 (quarta divisão)                                                                                           | "No domingo de folia, o parque de diversões é a nossa fantasia" (Samba-enredo composto por Jorginho Moreira, Marquinho Capricho, Nelson Pedra, Marcelo Carvalho e Celso Bombeiro) | Luiz Cavalcanthé | [ 1 ] [ 15 ]  |
| 2011 | 8.º Lugar | Grupo B (terceira divisão)                                                                                            | "Aniversarius! Dies sollemnis natalis!" (Samba-enredo composto por Julinho Cá, Oswaldo de Quintino, Ninho Pepeô, Nete Madureira e Eduardo Grilo)                                  | Luiz Cavalcanthé | [ 1 ]         |
| 2012 | 10.º Lugar | Grupo B (terceira divisão)                                                                                            | "Flor-de-Lis, o símbolo que hoje faz parte do nosso carnaval!" | Luiz Cavalcanthé | [ 1 ]         |
| 2013 | 10.º Lugar (Rebaixada)                                                                                                | Grupo B (terceira divisão)                                                                                            | "Rio de Janeiro, o filme!" | Wagner Almeida | [ 1 ] [ 7 ]   |
| 2014 | 7.º Lugar | Grupo C (quarta divisão)                                                                                              | "Raio de Luz: Para os negros, os tambores africanos clamam ao orixás a liberdade"                                                                                                 | Comissão de Carnaval                                                                                                  | [ 1 ] [ 16 ]  |
| 2015 | 10.º Lugar (Rebaixada)                                                                                                | Grupo C (quarta divisão)                                                                                              | "Difícil É o Nome entrou na roda para brincar!" (Samba-enredo composto por Rafael Pinta, Marquinhos Silva, Thiago Meiners, Helinho Soares, Igor Vianna e Gilson Souza)            | Comissão de Carnaval                                                                                                  |               |
| 2016 | 6.º Lugar | Grupo D (quinta divisão)                                                                                              | "IdeALICE – O Maravilhoso Mundo dos Sonhos" (Samba-enredo composto por Ricardo Santos, Amaro Poeta, Edinho do Banjo, Sidney Santos e Marcelo Fernandes)                           | Rodrigo Marques e Guilherme Diniz                                                                                     | [ 17 ] [ 18 ] |
| 2017 | 3.º Lugar | Série D (quinta divisão)                                                                                              | "Difícil é não amar! Quadrilha do Sampaio - 60 anos de história na cultura popular"                                                                                               | Sandro Gomes |               |
| 2018 | 8º Lugar | Série C (quarta divisão)                                                                                              | "Ojuobá: O Senhor da Justiça e da Igualdade" | Louis Cavalcanthé | [ 19 ]        |
| 2019 | 7º Lugar | Série C (quarta divisão)                                                                                              | "THEATRON: A Difícil entra em cena e faz da Intendente Magalhães o seu palco iluminado"                                                                                           | Jorge Bahia | [ 20 ]        |
| 2020 | 12º Lugar | Especial da Intendente (terceira divisão)                                                                             | "As vozes das divindades na proteção dos Ogans" Compositores:Jorginho Moreira, Odmar do Banjo, Binho Araújo, Kabeça do Táxi, Tim do Táxi, Barata Benevenuto e Raphael Krek        | Ygor Lioi, Ruan Lucena, Brian Ramos, Luciano Moreira                                                                  | [ 6 ] [ 21 ]  |
| Inicialmente adiados para o mês de julho, os desfiles do Carnaval 2021 foram cancelados devido a pandemia de Covid-19 | Inicialmente adiados para o mês de julho, os desfiles do Carnaval 2021 foram cancelados devido a pandemia de Covid-19 | Inicialmente adiados para o mês de julho, os desfiles do Carnaval 2021 foram cancelados devido a pandemia de Covid-19 | Inicialmente adiados para o mês de julho, os desfiles do Carnaval 2021 foram cancelados devido a pandemia de Covid-19                                                             | Inicialmente adiados para o mês de julho, os desfiles do Carnaval 2021 foram cancelados devido a pandemia de Covid-19 | [ 22 ]        |
| 2022 | 11º Lugar | Série Prata (Sexta-feira) (terceira divisão)                                                                          | Nobreza na cor, soberana na raça... Rainhas do ventre da humanidade | Cássio Carvalho | [ 23 ]        |
| 2023 | 8º Lugar | Série Bronze (Terça-feira) (quarta divisão)                                                                           | Escrava Anastácia | Jorge Knnawer e Louis Cavalcanthé                                                                                     | [ 24 ]        |
| 2024 | 12.º Lugar (Rebaixada)                                                                                                | Série Bronze (Segunda-feira) (quarta divisão)                                                                         | A Grande Estrela: O Sol | Amauri Santos | [ 25 ]        |
| 2025 | 8.º Lugar | Grupo de Avaliação (quinta divisão)                                                                                   | China: Legado Milenar | Flavio Lins |               |

## Premiações
Prêmios recebidos pelo GRES Difícil É o Nome.
| Ano  | Prêmio              | Categoria / premiados                                          | Divisão    | Ref.   |
| ---- | ------------------- | -------------------------------------------------------------- | ---------- | ------ |
| 2001 | S@mba-Net           | Casal de Mestre-sala e Porta-bandeira (Rafael e Vanessa)       | Grupo B    | [ 26 ] |
| 2004 | Troféu Jorge Lafond | Personalidade (Hélio Baraçal Grande)                           | Grupo C    | [ 27 ] |
| 2005 | Troféu Jorge Lafond | Intérprete (Sidney de Pilares)                                 | Grupo C    | [ 28 ] |
| 2006 | S@mba-Net           | Ala das baianas                                                | Grupo B    | [ 29 ] |
| 2006 | S@mba-Net           | Velha guarda                                                   | Grupo B    | [ 29 ] |
| 2006 | Troféu Jorge Lafond | Mestre-sala (Pierre)                                           | Grupo B    | [ 30 ] |
| 2006 | Troféu Jorge Lafond | Comissão de frente (Coreógrafos: Elaine Mara e Roberto Mattar) | Grupo B    | [ 30 ] |
| 2008 | Troféu Jorge Lafond | Bateria (Diretor: Mestre Dico)                                 | Grupo C    | [ 31 ] |
| 2010 | S@mba-Net           | Melhor desfile                                                 | Grupo RJ-2 | [ 32 ] |
| 2010 | Troféu Jorge Lafond | Vice-campeã do Grupo RJ-2                                      | Grupo RJ-2 | [ 33 ] |
| 2011 | Troféu Jorge Lafond | Personalidade (Maneco Baraçal - presidente da escola)          | Grupo B    | [ 34 ] |
| 2016 | Troféu Jorge Lafond | Homenagem especial (Carnavalesco Guilherme Diniz)              | Série D    | [ 35 ] |